# Salesforce
Salesforce (salesforce.com) — американская компания, разработчик одноимённой CRM-системы, предоставляемой заказчикам исключительно по модели SaaS. Под наименованием Force.com компания предоставляет PaaS-систему для самостоятельной разработки приложений, а под брендом Database.com — облачную систему управления базами данных. Среди приобретённых в результате поглощений продуктов — платформенный сервис Heroku, сервисная шина MuleESB, тиражируемая система визуализации данных Tableau, корпоративный мессенджер Slack, линейка связующего программного обеспечения для интеграции данных Informatica. 
Основана в марте 1999 года Марком Бениоффом, Паркером Харрисом (англ. Parker Harris), Дэйвом Мёленхоффом (англ. Dave Moellenhoff) и Френком Домингесом (англ. Frank Dominguez) с изначальной идеей специализации на рынке CRM-систем и предоставления доступа к ним исключительно как услуги по подписке, располагая все экземпляры системы в собственных центрах обработки данных, полностью исключая установки систем у заказчиков и обеспечивая доступ конечных пользователей к системам через веб. Признана одним из пионеров SaaS, PaaS, облачных вычислений, с 2012 года является мировым лидером рынка CRM-систем.
Штаб-квартира компании расположена в Сан-Франциско в небоскрёбе Salesforce Tower, региональные офисы — в 25 странах.

## История

### Основание
До основания компании Бениофф длительное время работал менеджером по продажам в Oracle, и, как получивший в возрасте 25 лет должность вице-президента, отмечается как самый молодой сотрудник, достигший этой должности. Харрис, Мёлленхофф и Домингес — бывшие разработчики компании Clarify (поглощённой впоследствии Nortel Networks, которая, в свою очередь, продала права на Clarify CRM и разрабатывающее его подразделение компании Amdocs в 2001 году).
Начальными инвесторами проекта были Бениофф, Марк Искаро (англ. Mark Iscaro), Ларри Эллисон, Хелси Майнор (англ. Halsey Minor), Магдалена Йесиль (англ. Magdalena Yesil), Игорь Силл (англ. Igor Sill), а также инвестиционная компания Geneva Venture Partners. За год до краха доткомов, в марте 1999 года, компания зарегистрировалась с названием Salesforce.com. Первым офисом компании была арендованная жилая квартира в Сан-Франциско.
Основными доводами, которыми изначально пользовалась компания для убеждения заказчиков подписаться на услуги Salesforce.com, были: возможность аутсорсинга информационных технологий, защита от сбоев и оперативная техническая поддержка (так как все аппаратные ресурсы располагаются в зоне физической доступности поставщика), снижение совокупной стоимости владения информационными технологиями, при том, что сама Salesforce.com обеспечивает себе существенную экономию ресурсов вследствие мультиарендности — поддержки нескольких экземпляров приложений на одном экземпляре платформенного программного обеспечения.
В феврале 2000 года компания впервые обратила на себя внимание СМИ, разместив рекламный баннер с надписью «The End of Software» («конец программному обеспечению») напротив конференц-центра имени Москоне в Сан-Франциско, в котором в тот момент проходила ежегодная конференция пользователей Siebel, лидера CRM-рынка на тот момент.

### Развитие

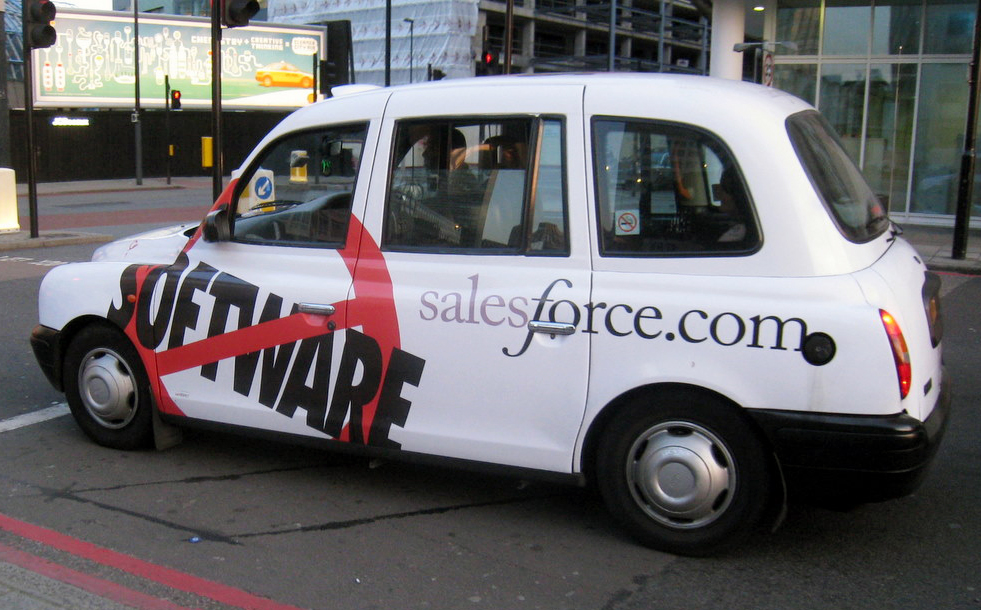
Рекламное такси Salesforce.com в Лондоне

В 2004 году компания стала публичной, её акции начали торговаться на Нью-Йоркской фондовой бирже с тикером CRM, собрав $110 млн. В 2007 году технологическая основа CRM-системы была опубликована как услуга, таким образом, подписчики получили возможность создавать собственные приложения в том же стеке, что и основные системы Salesforce.com. Позднее это PaaS-решение получило доменное имя force.com и соответствующее наименование. В сентябре 2008 года котировки Salesforce.com были включены в индекс S&P 500.
В начале 2009 года компания выделила из CRM-системы в отдельную разработку блок обслуживания клиентов, выпустив его под торговой маркой Service Cloud со специфической ценовой политикой и ориентированным на более специфический сегмент компаний, бизнес которых требует развиты́х процессов клиентского обслуживания (функциональный блок CRM, покрывающий процессы продаж и маркетинга, получил имя Sales Cloud). В 2010 году компания существенно расширила линейку предлагаемых сервисов благодаря поглощениям. Тем не менее, по утверждениям менеджмента, компания сохраняет приоритет на развитие CRM и не планирует продвигать дополнительные решения в среде своих подписчиков, предпочитая развитие партнёрских отношений с независимыми разработчиками на платформе force.com созданию собственных новых приложений. В 2011 году компания запустила облачную систему управления базами данных Database.com, отмечаемую как исторически вторая (после SQL Azure корпорации Microsoft) значимая облачная СУБД.
В 2011 году компания неоднократно отмечена как один из лучших работодателей (41-я позиция в рейтинге Glassdor, 52-я — в рейтинге журнала Fortune, 10-е место в рейтинге лучших мест для работы в сфере информационных технологий по версии журнала Computerworld). Примечательно также первое место в рейтинге журнала Fortune 25 top-paying companies (25 лучше всего платящих сотрудникам работодателей), особо указывается средняя годовая зарплата $318 323 для сотрудника, ответственного за работу с выделенным крупным клиентом (англ. account executive).

### Поглощения
Начиная с 2006 года Salesforce.com поглотила более десятка компаний-разработчиков программного обеспечения и поставщиков услуг для организаций по модели SaaS. Наибольший резонанс вызвали следующие приобретения:
- Sendia (апрель 2006 года, $15 млн) — разработчик программных решений по доставке корпоративных приложений на мобильные устройства конечных пользователей[26], разработки в настоящий момент используются как мобильное решение для платформы Force.com➤;
- Jigsaw (апрель 2010 года) — совместно издаваемый бизнес-каталог, как отмечает The New York Times, «в стиле Википедии»[27], преобразован в каталог Data.com➤;
- Activa Live Chat (сентябрь 2010 года) — компания-разработчик средства групповой работы для корпоративных заказчиков[28], ныне предоставляется под наименованием Chatter➤;
- Heroku (декабрь 2010 года, $212 млн[29]) — PaaS-решение для приложений на языке программирования Ruby;
- Dimdim (январь 2011 года, $31 млн[30]) — разработчик платформы для веб-конференций;
- Manymoon (февраль 2011 года) — разработчик коммерческих дополнений для Google Apps и LinkedIn[31];
- Radian6 (март 2011 года), $326 млн — разработчик средств программного мониторинга социальных медиа[32];
- Buddy Media (июнь 2012 года), $689 млн — агентство по продвижению брендов в социальных сетях[33];
- Exact Target (июнь 2013 года), $2,5 млрд — онлайн-платформа для цифрового маркетинга[34] (преобразована в продукт Marketing Cloud);
- Quip[англ.] (август 2016 года), $750 млн — онлайновый текстовый процессор и редактор электронных таблиц с поддержкой совместной работы[35];
- MuleSoft[англ.] (март 2018 года), $6,5 млрд — производитель связующего программного обеспечения MuleESB[36];
- Tableau (июнь 2019 года), $15,7 млрд — разработчик BI-системы, ориентированной на визуальный анализ[37].
- Slack (декабрь 2020 года), $28 млрд — корпоративный мессенджер[38].
- Informatica (июнь 2025 года), $8 млрд — разработчик ETL-инструментов и других систем для интеграции данных[39].

## Собственники и руководство

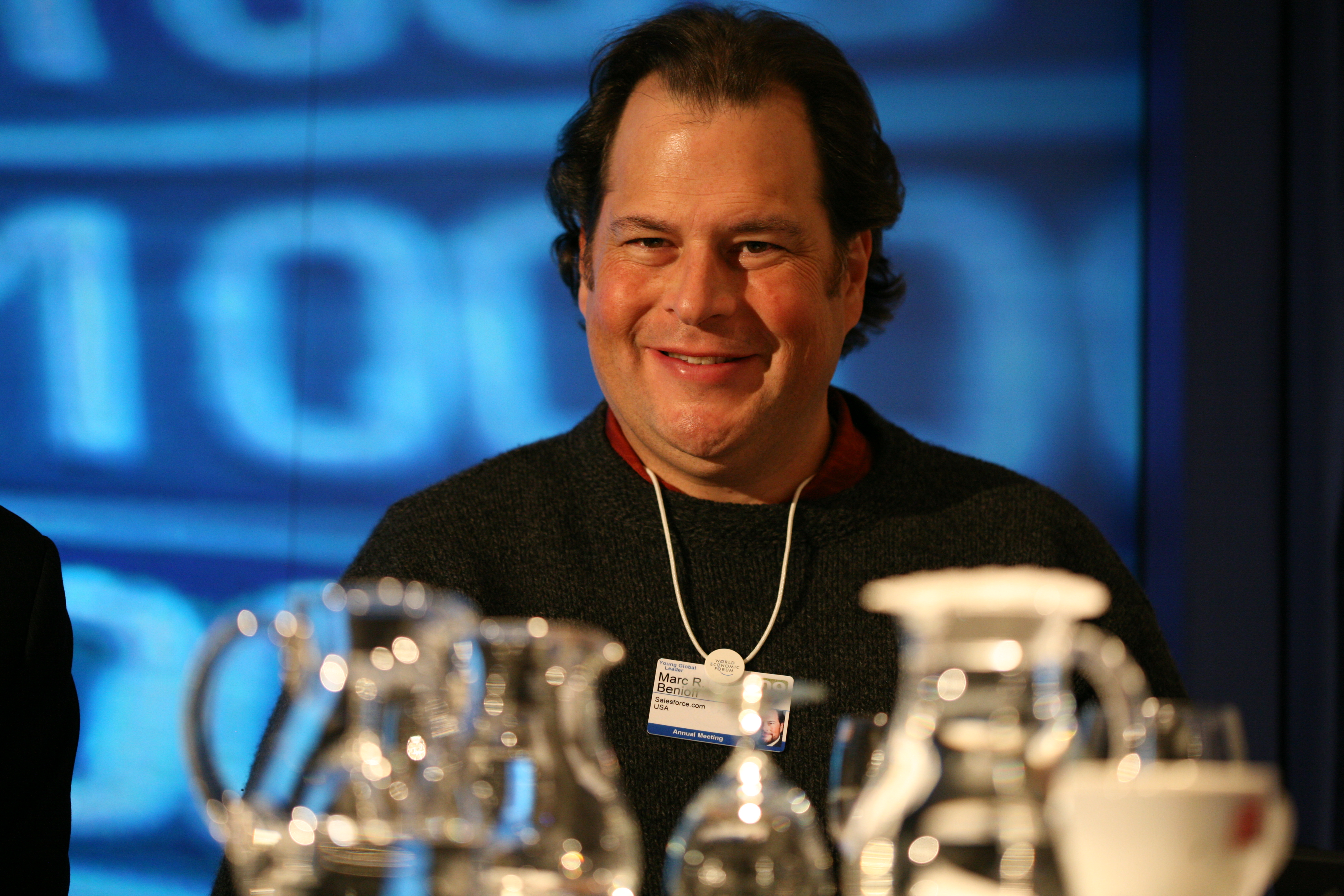
Марк Бениофф — сооснователь и бессменный руководитель Salesforce.com

На начало 2011 года 92 % акций компании принадлежат институциональным инвесторам и взаимным фондам, крупнейшие из которых: Fidelity Growth Company Fund (9,22 %), Sands Capital Management (6,36 %), Vanguard Group (4,35 %), Jennison Associates (3,89 %), Marisico Capital Management (3,77 %) и Morgan Stanley (3,70 %). Марк Бениофф владеет долей в 7,61 % и с момента основания руководит компанией, совмещая посты генерального директора и председателя совета директоров.
Исполнительные вице-президенты компании (по сферам ответственности):
- Паркер Харрис (англ. Parker Harris), технологии;
- Джордж Ху (англ. George Hu), платформа и маркетинг;
- Хилари Коплоу-Макадамс (англ. Hilarie Koplow-McAdams), международные продажи;
- Мария Мартинес (англ. Maria Martinez), жизненно важные клиенты;
- Девид Шельхазе (англ. David Schellhase), юриспруденция;
- Грэм Смит (англ. Graham Smith), финансы[41].

Должность президента по международным продажам и услугам занимает Франк ван Веендааль (нидерл. Frank van Veenendaal).
В совет директоров, возглавляемый Бениоффом, включены 8 независимых представителей, примечательно присутствие в составе совета Крэйга Конвея (англ. Craig Conway) — последнего руководителя компании PeopleSoft перед её поглощением Oracle.

## Деятельность

### Заказчики
Один из основателей компании, Мёлленхофф, утверждает, что изначальной целью было создание продукта, доступного по цене для средних и малых предприятий, но сопоставимого по качеству с Hi-End-продуктами Siebel CRM и Clarify CRM. Однако, на момент 2011 года, по утверждению самой компании, подписаны на CRM-систему от Salesforce.com такие крупные заказчики, как Google, Dell, Toyota, Cisco, Hitachi. PC Magazine в обзоре CRM указывает на возможность использования решений Salesforce.com как в малом, так и в крупном бизнесе, при этом специально отмечая существенно более высокие цены, чем у конкурентов. Всего заявляется о 87 200 заказчиках на начало 2010 года.

### Положение на рынке
По оценке Gartner по результатам 2012 года компания вышла на первое место на 18-миллиардном мировом рынке CRM-систем с долей 14 %, опережая SAP (12,9 %) и Oracle (11,1 %), показывая при этом более быстрый рост, чем рынок в целом и конкуренты (по состоянию на 2008 год компания была третьей на рынке, в два раза отставая от SAP и в полтора раза от Oracle). На подсегменте этого рынка — среди CRM-систем, предоставляемых по модели SaaS, — Salesforce.com, по оценкам отдельных специалистов, владеет более чем половиной рынка, среди других заметных игроков в сегменте CRM по подписке наблюдатели выделяют также NetSuite и RightNow, притом первая контролируется основателем Oracle Ларри Эллисоном, а вторая — поглощена Oracle в 2011 году.
Технические эксперты отмечают компанию как «облачный сервис-провайдер № 2» (после Amazon.com и перед Google). Биржевые наблюдатели относят компанию к «основным игрокам рынка облачных вычислений» в одном ряду с Oracle, SAP, Google, Microsoft, Amazon.com. Запуск в 2011 году облачной системы управления базами данных Database.com был оценён как претензия компании на участие в борьбе за двадцатиодномиллиардный рынок СУБД, на котором доминирует Oracle.

### Финансовые показатели
Финансовый год в компании завершается 31 января текущего календарного года. 2016 финансовый год компания закончила с выручкой $6,667 млрд и чистой прибылью $47.43 млн. Рыночная капитализация на 8 октября 2016 года составляет около $50 млрд.
| Год  | Оборот, млрд | Прибыль, млн | Активы, млрд | Сотрудников, тыс. |
| ---- | ------------ | ------------ | ------------ | ----------------- |
| 2013 | 3,050        | −270         | 2,318        | 9,8               |
| 2014 | 4,071        | −232         | 3 038        | 13,3              |
| 2015 | 5,374        | −262         | 3,975        | 16                |
| 2016 | 6,667        | −47          | 5,003        | 19                |
| 2017 | 8,392        | 180          | 17,585       | 25                |
| 2018 | 10,48        | 127          | 21,01        | 29                |
| 2019 | 13,282       | 1,11         | 30,737       | 35                |
| 2020 | 17,098       | 126          | 55,126       | 49                |
| 2021 | 21,252       | 4072         | 66,301       | 55,606            |
| 2022 | 26,492       | 1444         | 95,209       | 73,541            |

### Международная деятельность
Штаб-квартира компании расположена в центре Сан-Франциско. Международные штаб-квартиры, по регионам ответственности:
- Торонто — Канада;
- Мехико — Латинская Америка;
- Морж (Швейцария) — Европа, Ближний Восток и Африка;
- Сингапур — Азиатско-Тихоокеанский регион.

Всего, на 2011 год, офисы компании имеются в 25 странах, крупнейшие офисы расположены в Сан-Матео, Лондоне, Нью-Йорке, Торонто, Сиднее.
На международные продажи на момент 2010 года приходится около 30 % от общего объёма выручки. Решения Salesforce.com переведены на 16 языков, в том числе на русский.

## Продукты

### Sales Cloud
Функциональная часть CRM-системы для поддержки процессов продаж выделена компанией в продукт под наименованием Sales Cloud (рус. облако продаж). Специалисты по продажам компании-подписчика с помощью Sales Cloud ведут данные о потенциальных клиентах, взаимодействуют с ними, выставляют им счета, взаимодействуют с другими специалистами по продажам, проводят маркетинговые кампании, анализируют и сегментируют клиентскую базу. Выделено пять уровней подписки с различной стоимостью: от $5 за пользователя в месяц до $250 за пользователя в месяц. Доступные заказчику функциональные возможности зависят от уровня подписки, так, например, поддержка работы офлайн и потоков утверждений и согласований процессов продаж доступна только при подписке уровня предприятия ($125 за пользователя в месяц).

### Service Cloud
Service Cloud (рус. облако услуг) — функциональная часть CRM для обеспечения процессов обслуживания и поддержки клиентов. Система позволяет компаниям-подписчикам построить сайт самообслуживания и поддержки своих клиентов, специалисты по поддержке получают возможность взаимодействовать с клиентами, вести базы знаний (Salesforce.com использует для этой функциональности термин knowledge as a service — рус. знание как услуга), управленцы компании-подписчика получают инструменты для анализа эффективности сервисных процессов. Начиная с 2011 года система оборудована с широким спектром инструментов социального CRM, таких как средства интеграции с социальными сетями, форумами, блогами, микроблогами, интернет-закладками (например, клиенты компании-подписчика могут взаимодействовать со службой поддержки на Facebook, при этом все результаты взаимодействия будут в CRM-системе, и автоматически попадать в нужные каналы в социальной сети прозрачно для клиента).
Выделяется три уровня подписки с различной стоимостью за одного пользователя в месяц: профессиональный ($65), уровня предприятия ($135) и неограниченный ($260). Доступные подписчику функциональные возможности зависят от уровня подписки, например, начиная с уровня предприятия доступны функции интеграции с системами компьютерной телефонии.

### Force.com
Force.com — программная платформа, на которой разработаны Sales Cloud и Service Cloud, предоставляемая подписчикам для самостоятельной разработки приложений и расширений для CRM-системы Salesforce.com.

Для разработки пользователями используется собственный Java-подобный язык Apex и собственное средство проектирования Visualforce с выходным форматом на основе XML, обеспечивающее генерацию пользовательских HTML/AJAX- и Flex-интерфейсов. Платформа предоставляется исключительно по подписке, в рамках концепции PaaS. В зависимости от уровня подписки доступны различные технические возможности. Так, в бесплатной версии подписчики могут создать не более десяти сущностей, а в неограниченной версии с ценой $75 на пользователя в месяц — до 2000. Подписчики могут размещать разработанные приложения на платформе Force.com в специальном каталоге — AppExchange — и предлагать свои разработки другим заказчикам, в том числе на коммерческой основе.
В качестве системы управления базами данных платформа использует три реплицируемых кластера Oracle RAC из восьми узлов каждый, кластеры расположены в трёх удалённых друг от друга центрах обработки данных. В одной схеме Oracle Database обрабатываются данные сразу нескольких компаний-подписчиков, используется стабильная схема данных, предподготовленная к расширению дополнительными объектами таким образом, что в одних и тех же таблицах хранятся данные различных подписчиков, независимо от различия в специфических атрибутах объектов для различных подписчиков. Широко используется секционирование таблиц базы данных. Утверждается, что на момент 2010 года платформу и все системы, на ней работавшие, обслуживали всего пять администраторов баз данных.

### Database.com
Под брендом и соответствующим доменным именем Database.com с 2011 года компания предлагает подписчикам облачную систему управления базами данных, являющуюся также слоем обработки данных платформы Force.com. При этом заказчики могут использовать базы данных, развёрнутые на этом сервисе, и как слой данных для приложений на платформе Force.com, так и целиком для сторонних приложений. Salesforce.com заявляет об эластичности обработки данных средствами СУБД в том смысле, что в случае неожиданного роста нагрузки на базу данных, ей немедленно будут предоставлены необходимые вычислительные ресурсы.
Database.com реализована на технологической основе Oracle Database. Подписчики с Database.com могут работать точно также, как с большинством обычных реляционных СУБД с использованием интерфейсов доступа ODBC, JDBC и языка запросов SQL. Однако Salesforce.com утверждает, что Database.com оптимизирована в первую очередь для работы с веб-службами по SOAP и REST. Поддерживаются триггеры, хранимые процедуры, в платных версиях подписки — возможна реализация моделей безопасности на уровне записей. Кроме API для веб-служб, предлагаются специализированные выделенные библиотеки для Java, PHP, Ruby, а также инструментальные наборы для Microsoft Azure, Google Android, Apple iOS, Adobe Flex. Заявляется, что Database.com на конец 2010 года содержит более 20 млрд записей и обрабатывает 25 млрд транзакций в квартал со средним временем отклика 300 мс.
Варианты подписки на Database.com различаются по стоимости и доступным функциональным возможностям. Так, в бесплатном варианте заказчикам доступно до 100 тыс. записей в базу данных, 50 тыс. транзакций в месяц и заведение трёх пользователей, за $10 на пользователя в месяц предоставляется безопасность на уровне записи (англ. row-level security), а дополнительные 150 тыс. транзакций на экземпляр обойдутся подписчику в $10.

### Chatter

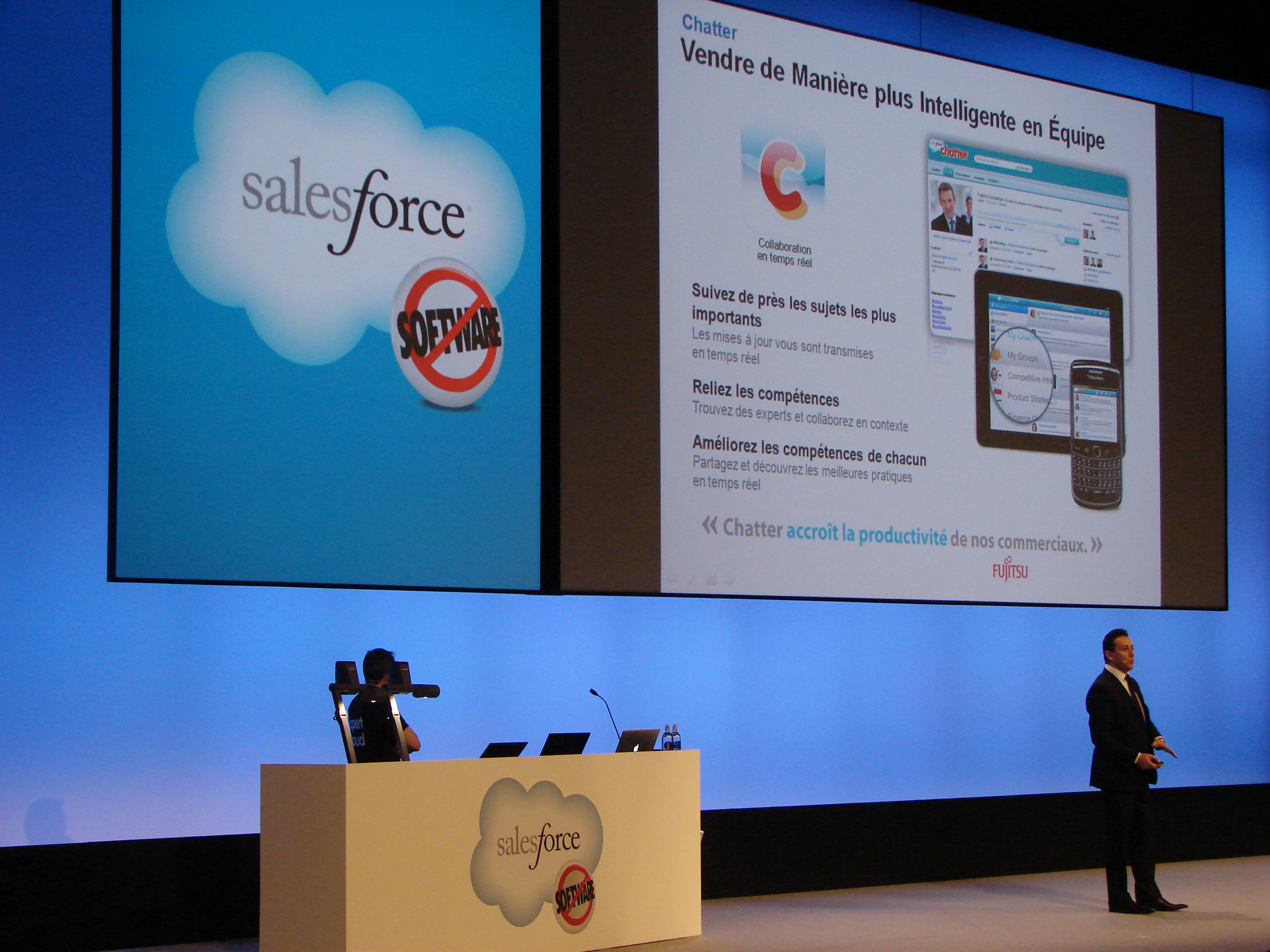
Представление Chatter на конференции в Париже, 2011 год

Решение, сформированное на основе сервисов поглощённой компании Activia Live Chat, предоставляется по подписке корпоративным заказчикам для организации внутрикорпоративного средства групповой работы. В бесплатной версии сотрудники могут обмениваться сообщениями, организовывать групповые обсуждения, обмениваться файлами, совместно работать над контентом, поддержан доступ как из стандартных браузеров, так и с мобильных устройств. В версии за $15 в месяц на сотрудника, кроме стандартных возможностей групповой работы, предоставляются ещё элементарные CRM-функции: ведение, разделение доступа и совместная работа с клиентской базой, а также поддерживается возможность программных расширений и потоков операций.

### Data.com
Data.com — совместно издаваемый бизнес-каталог, содержащий информацию о предприятиях, их продуктах, контактную информацию о сотрудниках. Был приобретён вместе с компанией Jigsaw в 2010 году, в 2011 году получил торговую марку и доменное имя Data.com. Каталог интегрирован с CRM-системой, и подписчики Sales Cloud или Service Cloud могут использовать Jigsaw как источник основных данных о клиентах.
Наблюдатели отмечают эффективность бизнес-каталога в сравнении со многими прочими базами данных о предприятиях, прежде всего, за счёт чёткой ориентации исключительно на структурированные деловые данные: например, в Jigsaw запрещено указывать адреса в доменах сторонних служб электронной почты, и 70 % существующей контактной информации в системе — прямые телефонные номера. Каталог, будучи основанным на принципах краудсорсинга — массовом общественном издании — во многих источниках сравнивается с Википедией. Начиная с 2011 года каталог интегрирован с редакционно-контролируемой базой данных организаций агентства Dun & Bradstreet, таким образом, компания пытается скомбинировать два типа источников данных в одном продукте, при этом, по мнению обозревателей, качество данных из общественной части каталога выше, так как Dun & Bradstreet заинтересован в полных и качественных сведениях только о клиентах, которые ему платят.
Каталог предоставляется с различными уровнями подписки, стоимость подписки зависит от объёма доступных данных и функциональных возможностей по работе с ними. Например, есть вариант подписки с ценой 99¢ за одну запись, а при оплате $40 тыс. в месяц предоставляется доступ ко всей базе данных.

## Критика
В ноябре 2007 года часть клиентов Salesforce.com подверглись фишинговой атаке, в результате которой у некоторых из них были украдены пароли и злоумышленники получили доступ к конфиденциальной деловой информации. Данный случай отмечен как показательный для всей индустрии, демонстрирующий важность глобальной борьбы со спамом.
В январе 2009 года, в результате сбоя в центре обработки данных, сервисы CRM-системы для значительной части заказчиков были недоступны в течение 40 мин., ни один из конечных пользователей нескольких тысяч организаций не мог воспользоваться системой.
В 2009 году Ларри Эллисон (основатель и лидер Oracle и изначальный инвестор Salesforce.com, предоставивший Бениоффу $2 млн собственных средств) иронически отозвался об инновационности решений Salesforce.com и используемой компанией облачной риторике, отмечая, что их технологический стек полностью построен на вполне традиционных решениях: Oracle Database и Oracle Fusion Middleware.